# Kozienki (stacja kolejowa)
Mozyrz (biał. Мазыр, ros. Мозырь ) – stacja kolejowa w miejscowości Mozyrz i w pobliżu miejscowości Kozienki, w rejonie mozyrskim, w obwodzie homelskim, na Białorusi. Do 1 listopada 2024 roku nosił nazwę „Kozenki”.  Leży na linii Żłobin - Kalinkowicz - Korosteń. Zmiana nazwy stacji kolejowej nastąpiła w związku z nową trasą "Mozyr-Kalinkowicze-Mińsk". 1 listopada 2024 roku zmieniono nazwę stacji.